# Ergün Demir
Ergün Demir (Giresun, Turquía, 10 de diciembre de 1969) es un actor turco, de teatro y televisión. Se hizo popular en Europa, Asia y Latinoamérica por su interpretación de Ali Kemal Evliyaoğlu en la serie de televisión turca Las mil y una noches.

## Biografía
En 1974 (cuando tenía 5 años) su familia se trasladó a Francia, donde pasó la mayor parte de su vida. Vivió en las ciudades de Le Gue-de-Longroi, Auneau y Le Havre. Después de una primera experiencia en el teatro a la edad de 10 años en El principito de Antoine de Saint-Exupéry, se dedicó a la actuación.
Después de graduarse en 1988, se trasladó a Chartres, donde comenzó su carrera como actor. Formado a actuar sucesivamente con Frédérique Rose, Jacques Kraemer y Jean Darnel, trabajó en el teatro con Marguerite Marie Lozach (en Bérénice de Jean Racine), Emmanuelle Meyssignac, Jean-Pierre Vincent (Mithridate, ópera de Mozart); en el cine con Pierre Jolivet (en Ma petite entreprise); y en la televisión con Maurice Verges (PJ). 
En 2005 regresa a Turquía donde obtiene nuevas propuestas en la actuación. En 2006 comienza a grabar Las mil y una noches hasta su culminación en 2009. La novela se convertiría en un éxito no solo en su país sino en 32 países más, entre los cuales se encuentra gran parte de Latinoamérica.
Ergün concursó en el reality show de baile en Argentina Bailando por un sueño conducido por Marcelo Tinelli, donde obtuvo el noveno puesto tras seis meses de competencia.
Tras su participación en el Bailando por un Sueño firmó contrato para actuar en la obra Marcianos En La Casa, en la ciudad Villa Carlos Paz (Córdoba, Argentina), junto a Pedro Alfonso, la prestigiosa Soledad Silveyra, Freddy Villareal, entre otros.
En la temporada 2016-2017 firmó contrato para ser el protagonista de Un turco muy travieso, junto a Guido Süller, Antonella y Julieta Pozzi entre otros, en la ciudad de Las Grutas.

## Filmografía
- 2015 - Showmatch: Bailando por un sueño 2015
- 2011 – Arka Sokaklar
- 2010 – Neden Silah
- 2010 - Es Es
- 2006-2009 - Las mil y una noches
- 2006 - Haci
- 2005 - Тriomphe de l’amour
- 2004 - Empreintes digitales
- 2002 - Em Drogadict

## Teatro
- 1998: Bérénice
- 2000: Mitridate Re di Ponto
- 2009: Le mariage de Figaro
- 2011: Pir sultan abdal
- 2015-2016: Marcianos en la casa
- 2016-2017: Un turco muy travieso

## Televisión
- 2015 -  Bailando por un Sueño 2015  (como participante)
- 2012 - Maksat Sanat